# ديفيد ك. فولتون
ديفيد ك. فولتون (بالإنجليزية: David C. Fulton)‏ هو شخصية أعمال ومصرفي وسياسي أمريكي، ولد في 1 فبراير 1838، وتوفي في 30 مارس 1899. انتخب عضو جمعية ولاية ويسكونسن.

## الخلفية
ولد فولتون في بيثيل، نيويورك في 1 فبراير 1838، وهو الابن الثاني للسيد والسيدة جيمس م. فولتون. تلقى تعليمًا أكاديميًا، وفي عام 1854 رافق عائلته عندما انتقلوا إلى هدسون، حيث انخرط والده في الأعمال التجارية على نطاق واسع. توفي والده في 30 مارس 1858، تاركًا عمله لديفيد وشقيقه ماركوس، الذي سيعمل في مجلس شيوخ ولاية ويسكونسن. وصف ديفيد نفسه في كتاب ويسكونسن الأزرق بأنه «منخرط في الأعمال العامة» و "مضارب"، وذكر أنه يتعامل في مجال العقارات.